# A Minha Casinha (filme)
A Minha Casinha (en: Autumn) é um filme Português de 2023, escrito e realizado por António Sequeira. Conta no elenco com Beatriz Frazão , Elsa Valentim, Miguel Frazão, Salvador Gil, Ricardo de Sá e Sara Barradas. 
O filme conta a história de uma família Portuguesa cuja vida é virada do avesso quando o filho decide emigrar para estudar em Londres. Uma comédia dramática com muito bacalhau, paisagens magníficas e uma família a lidar com o "ninho vazio".
A Minha Casinha teve a estreia no Festival de Cinema de Austin em 28 de Outubro de 2023, aonde ganhou o Prémio do Público. O filme foi lançado em Portugal a 14 de Dezembro pela PRIS Audiovisuais. O filme recebeu críticas bastante positivas. 

## Sinopse
O filme retrata as dificuldades de uma família do interior a enfrentar mudanças e a encarar verdades desconfortáveis quando o filho vai embora para estudar em Londres. Durante um ano e focando apenas nas férias sazonais quando ele regressa à sua casinha (Inverno, Primavera, Verão e Outono), nós observamos momentos da crise de meia-idade do pai, da puberdade da filha, da emancipação do filho e da maneira como a mãe lida com o “ninho vazio”.

O filme é uma exploração de dinâmicas familiares portuguesas quando confrontadas com a nova emigração do século XXI, e com a dificuldade de crescerem e envelhecerem.

## Elenco
- Beatriz Frazão como Belinha
- Elsa Valentim como Susana
- Miguel Frazão como Otávio
- Salvador Gil como Tomás
- Sara Barradas como Jovem Susana
- Ricardo de Sá como Jovem Otávio
- Krupa Givane como Gaya